# Leucania lutea
Leucania lutea är en fjärilsart som beskrevs av Tutt 1904. Leucania lutea ingår i släktet Leucania och familjen nattflyn. Inga underarter finns listade i Catalogue of Life.